# Franciszek Adamczak
Franciszek Adamczak (ur. 1 marca 1927 w Polsce, zm. 16 lipca 2000 w Iggesund) – polsko-szwedzki paleontolog, badacz małżoraczków paleozoicznych.

## Życiorys
Franciszek J. Adamczak urodził się 1 marca 1927 w Polsce. Ukończył studia na Wydziale Geologii Uniwersytetu Warszawskiego, gdzie pracował następnie jako asystent (1954–1958) i adiunkt (1958–1964). W 1964 wyemigrował do Szwecji, gdzie przyjął obywatelstwo tego kraju i pracował na Uniwersytecie Sztokholmskim. Był członkiem Szwedzkiego Towarzystwa Geologicznego. Uzyskał co najmniej stopień naukowy doktora. Zmarł w szpitalu w Iggesund 16 lipca 2000.

## Prace naukowe

### Przegląd badań
Od początku kariery badawczej (pierwsza praca opublikowana w 1956) do śmierci Franciszek Adamczak zajmował się morfologią, systematyką i ewolucją małżoraczków paleozoicznych. Wśród jego szczególnych osiągnięć można wymienić opisanie Eridostraca (=Eridostracina), podrzędu pierwotnych małżoraczków paleozoicznych (ordowik–karbon; interpretowanego też jako przedstawiciele innej grupy skorupiaków). 
Pod koniec życia uczestniczył w projekcie, mającym na celu wydanie poprawionej wersji poświęconego małżoraczkom tomu (Q) standardowego kompendium Treatise on Invertebrate Paleontology. Projekt ten nie doszedł do skutku, a pozostałe po Franciszku Adamczaku materiały wydał pośmiertnie pod zbiorczym tytułem Contributions to Palaeozoic Ostracod Classification jego współpracownik ostrakodolog niemiecki Gerhard Becker, który jako wstęp do jednej z tych publikacji napisał też nekrolog badacza i zestawił bibliografię, obejmującą 35 publikacji, których autorem lub współautorem był Adamczak.

### Nomenklatura zoologiczna
Wśród taksonów utworzonych przez F. Adamczaka można wymienić:
- podrząd Eridostraca Adamczak, 1961[6];
- rodzaj Kuresaaria Adamczak, 1967[7];
- rodzaj Guerichiella Adamczak, 1968[8].

Na cześć F. Adamczaka nazwano następujące rodzaje małżoraczków:
- Adamczakiella Becker & Sanchez de Posada, 1977[9];
- Adamczakellus Groos-Uffenorde in Feist & Groos-Uffenorde, 1979[10];
- Adamczakia Schallreuter, 1986[11];
- Adamczakites Olempska, 1994[12].

### Wybrane publikacje
- Polyzygia Gürich, an ostracod genus from the Givetian of the Holy Cross Mountains (1956)[13]
- Eridostraca, a new suborder of ostracods and its phylogenetic significance (1961)[6]
- Middle Devonian Podocopida (Ostracoda) from Poland: their morphology, systematics and occurrence (1976)[14]
- Contributions to Palaeozoic Ostracod Classification (pośmiertnie, 2003–2006)[5][15]